# Pieter de Kempeneer
Pieter de Kempeneer (Brussel 1503 - ca. 1580) was een Zuid-Nederlands kunstschilder van de renaissance, die vooral in Italië en Spanje werkzaam was. Daar was hij gekend als Pedro (de) Campaña, dat dan soms weer vertaald werd als Peter van de Velde of in het Frans als Pierre de Champaigne. Naar het ideaal van zijn tijd, de uomo universale, was hij ook architect, astronoom en ingenieur.

## Werk
De Kempeneer was afkomstig uit een familie van schilders en tapijtwevers. In zijn geboortestad Brussel kreeg hij zijn opleiding bij Bernard van Orley. In zijn jonge jaren trok hij naar Italië en werd er een navolger van Rafaël. Uit een vermelding door Francisco Pacheco weten we dat hij in 1530 in Bologna meewerkte aan de triomfboog bij de kroning van keizer Karel V. Daarna ging hij naar Sevilla in Spanje, waar hij meerdere decennia zou blijven. Van 1537 tot 1561 heeft hij archiefsporen nagelaten in Sevilla, en ook zijn huwelijk met Beatriz de Sequera is er gedocumenteerd. Voor de kathedraal van Sevilla schilderde hij een altaarstuk met de kruisafneming en verschillende andere werken. Hij ging terug naar Brussel in 1563. Het stadsbestuur gaf hem een jaartoelage van 50 florijnen voor het schilderen van tapijtkartons. Hij was ook ingenieur in dienst van de Hertog van Alba.

### Schilderijen
Met Barend van Orley:

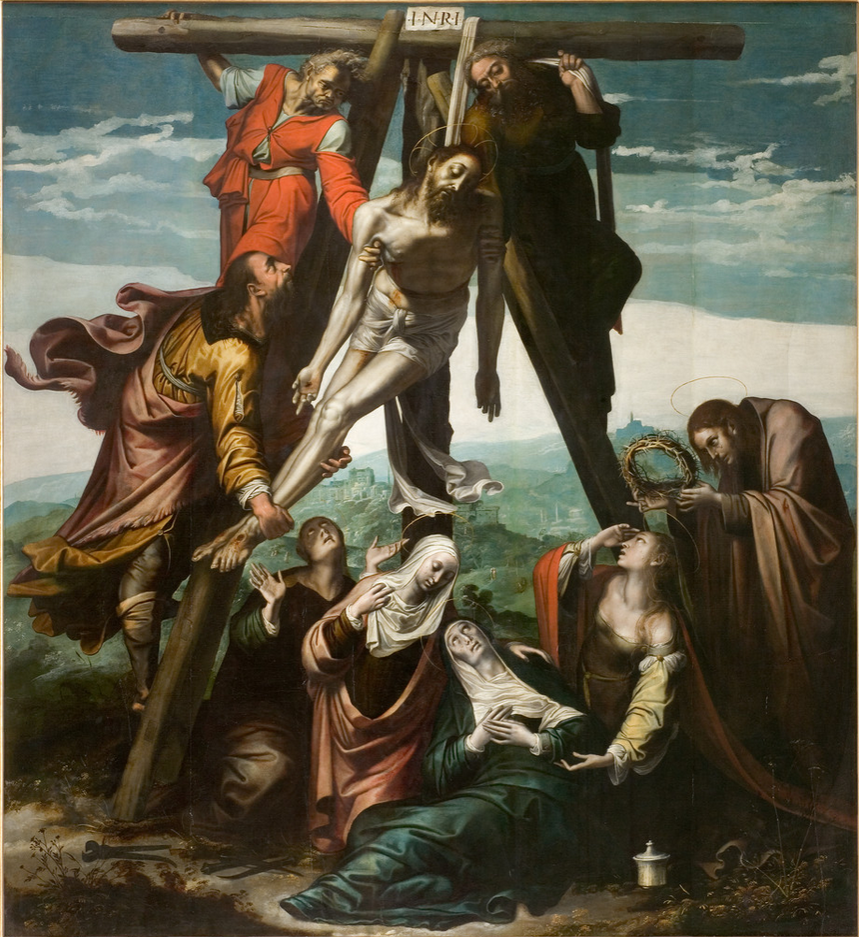
Kruisafneming, Musée Fabre

- Triptiek met de deugd van het geduld of Jobaltaar (1521, KMSKB, Brussel)
- Opdracht van Maria in de Tempel (privécollectie)
- Grisailles van de HH. Elisabeth, Laurentius, Stefanus en Hiëronymus op de achterzijde van het Laatste Oordeel en de zeven werken van barmhartigheid (ca. 1525, Koninklijk Museum voor Schone Kunsten Antwerpen)
- Onze-Lieve-Vrouw van de Zeven Smarten (ca. 1520-1535, Musée des Beaux Arts van Besançon)
- Graflegging van Christus (ca. 1530, Accademia Carrara, Bergamo)
- De Voetwassing (onzekere toeschrijving, Pinacotheca Ambrosiana, Milaan)
- Portret van een vrouw (1532, Städel Museum, Frankfurt am Main)
- Aanbidding der Herders (onzekere toeschrijving, met Giovanni Battista Ramenghi, Pinacoteca Civica, Cento)
- Aanbidding der Wijzen (Museo Catedralicio Diocesano, León)
- Retabel van Santa María de la Paz (1540, Iglesia de San Pedro Apóstol, Sevilla)
- Kruisafneming (ca. 1547, nu in het Musée Fabre, Montpellier)

Aanvankelijk hing dit werk in de kapel van Luis Fernández in het klooster van S. María de Gracia, Sevilla.
- De kruisiging (ca. 1550, Louvre)
- De Zeven Deugden (ca. 1550, Museo Nacional de San Carlos, Mexico-Stad)
- Retabel van de Zuivering van de Heilige Maagd (ca. 1555, in de Capilla del Mariscal van de Sevillaanse kathedraal, met Antonio de Alfián)
  - Portretten van Diego Caballero, zijn zoon en zijn broer Alonso
  - Jezus tussen de geleerden
  - Portretten van Leonor de Cabrera (echtgenote van Don Diego) en haar zus Mencia met haar dochters
  - De zuivering van de Heilige Maagd
  - De H. Dominicus
  - Sint-Jacob in de Slag bij Clavijo
  - De H. Ildefonso ontvangt het kazuifel
  - De stigmatisering van de H. Franciscus van Assisi
  - De Verrijzenis
  - De Calvarieberg
- Kruisafneming (ca. 1555, Sacristia Mayor van de Kathedraal van Sevilla)

Aanvankelijk hing dit werk in de kapel van Fernando de Jaén, in de nu verdwenen Kerk van het Heilig Kruis (Santa Cruz) te Sevilla. De Spaanse schilder Bartolomé Murillo spendeerde er vele uren. Zijn bewondering was dusdanig dat hij aan de voet van het schilderij begraven wilde worden wat hij ook verkreeg.
In 1883 ging Constantin Meunier dit schilderij ter plaatse kopiëren in opdracht van de Belgische regering. Het resultaat hangt in het KMSKB te Brussel.
- Pinksteren (ca. 1556, kapel van Johannes de Doper en Sint-Jacob, Kathedraal van Burgos)
- Sint-Nicolaasretabel (1556-57, Mezquita-Kathedraal van Cordoba)
  - Voetwassing
  - Laatste Avondmaal
  - Gebed in de tuin van Gethsemane
  - Annunciatie
  - Strijd der Engelen
  - Madonna met Kind
  - Martelaarschap van de H. Bartholomeus
  - Calvarieberg
  - De H. Petrus
  - De H. Paulus
- Trianaretabel (1557, Iglesia de Santa Ana, Sevilla)
  - De H. Joachim afgewezen in de tempel
  - De H. Joachim verlaat zijn huis
  - Aankondiging door de aartsengel aan de H. Joachim
  - Mystieke omhelzing van de HH. Anna en Joachim bij de Gulden Poort
  - Geboorte van de H. Maagd
  - Opdracht van de Maagd in de Tempel
  - Kroning van de Maagd
  - Verloving van de Maagd
  - Bezoek van de Maagd aan de H. Isabella
  - Sint-Joris en de Draak
  - Geboorte van Johannes de Doper
  - Geboorte van Christus
  - Hemelvaart van Maria
  - Maria van Kleopas met haar vier zonen
  - Maria Salomé met haar twee zonen

Volgens Pacheco veroorzaakte dit werk zoveel afgunst dat De Kempeneer het afstapte naar zijn geboortestad.
- Retabel van de twee kluizenaars, de HH. Paulus en Antonius-abt (1560, Iglesia de San Isidoro, Sevilla)
- Bekering van Maria Magdalena (ca. 1562, National Gallery, Londen)

Naar een verloren fresco van Federico Zuccaro. De Kempeneer portretteerde de familieleden van zijn beschermheer, kardinaal Marino Grimani.
- Kruisiging (Nationale Galerij, Praag)
- Zogende Maagd (ca. 1580, Gemäldegalerie, Berlijn)
- Vastgebonden Christus met de H. Petrus en twee schenkers (Iglesia de Santa Catalina, Sevilla)
- Retabel met Kruisiging en de HH. Maria en Johannes (Iglesia de San Juan de la Palma, Sevilla)
- Geseling van Christus (Nationaal Museum, Warschau)

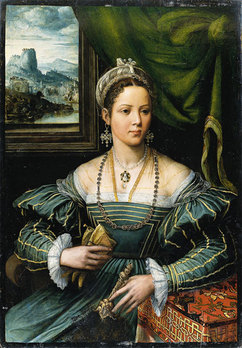
Portret van een vrouw, Städel Museum
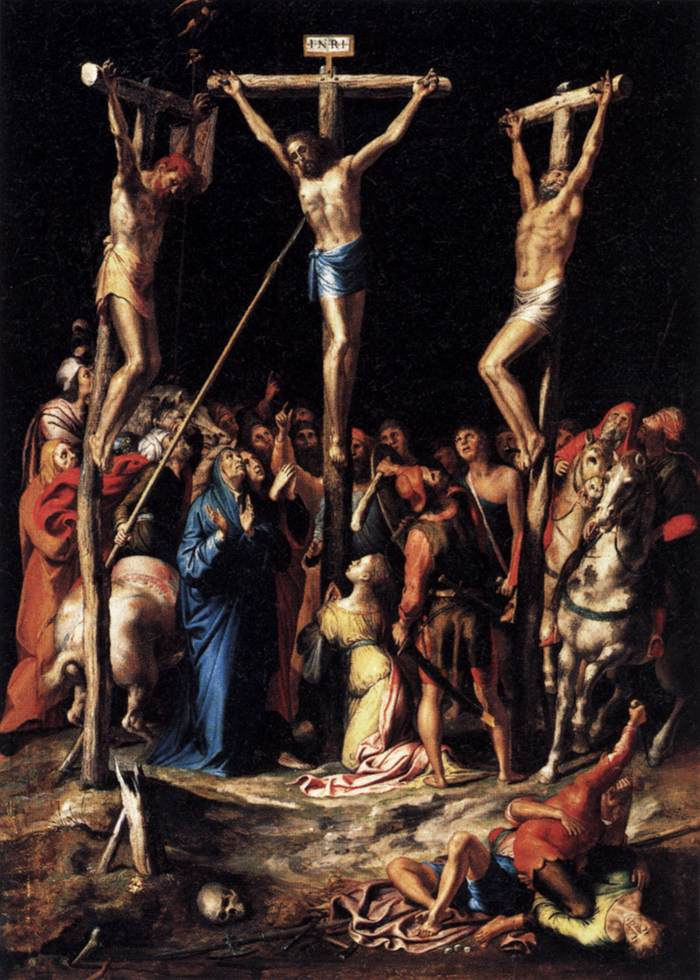
Kruisiging, Louvre
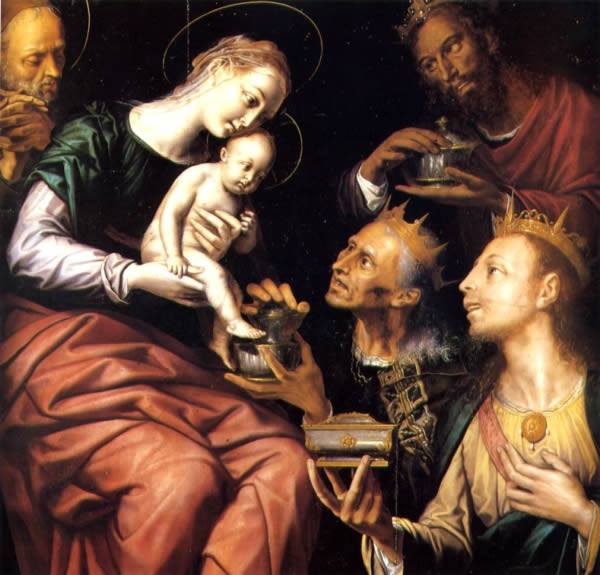
Aanbidding der Wijzen, León
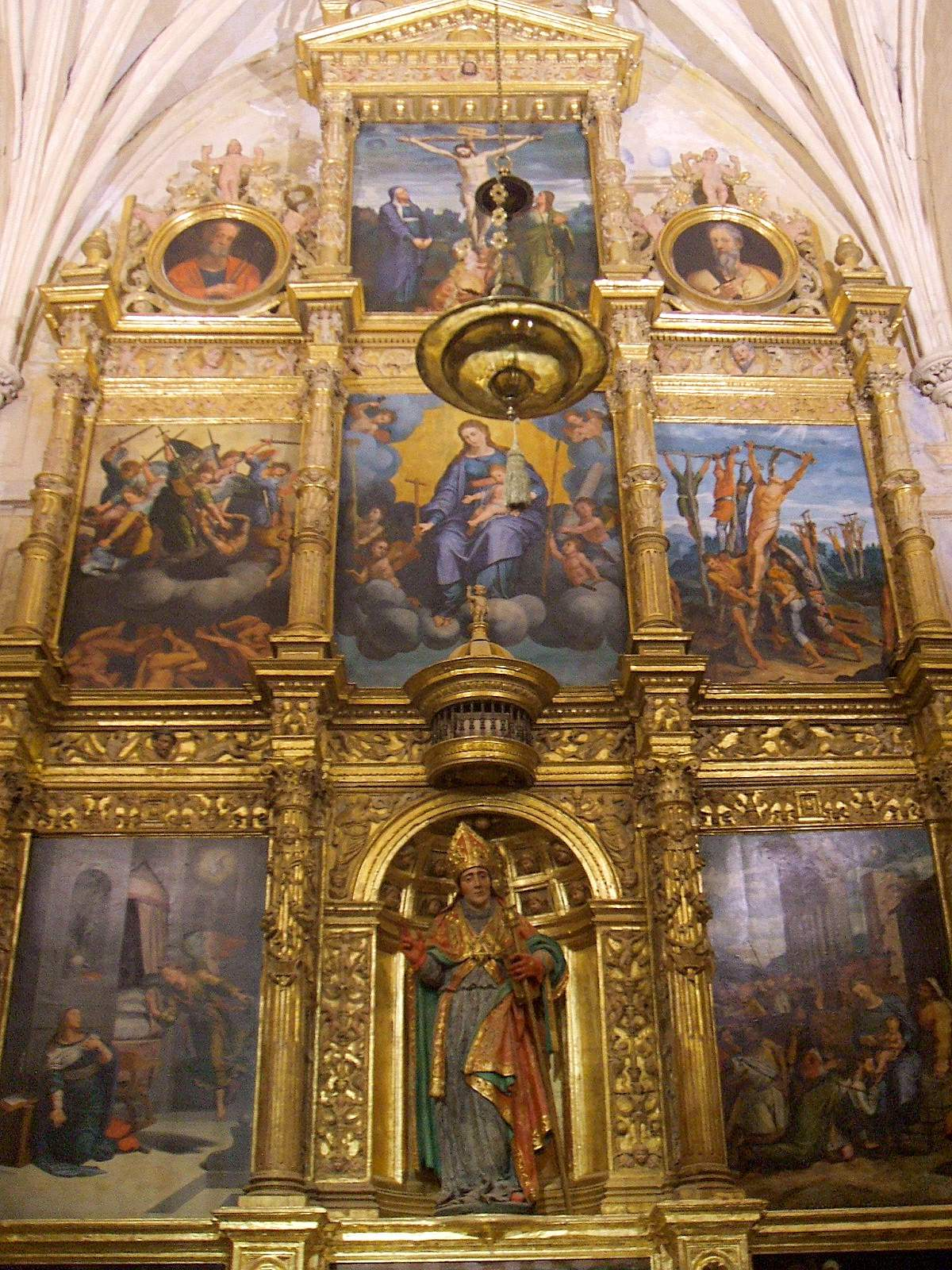
Sint-Nicolaasretabel, Mezquita

### Wandtapijten

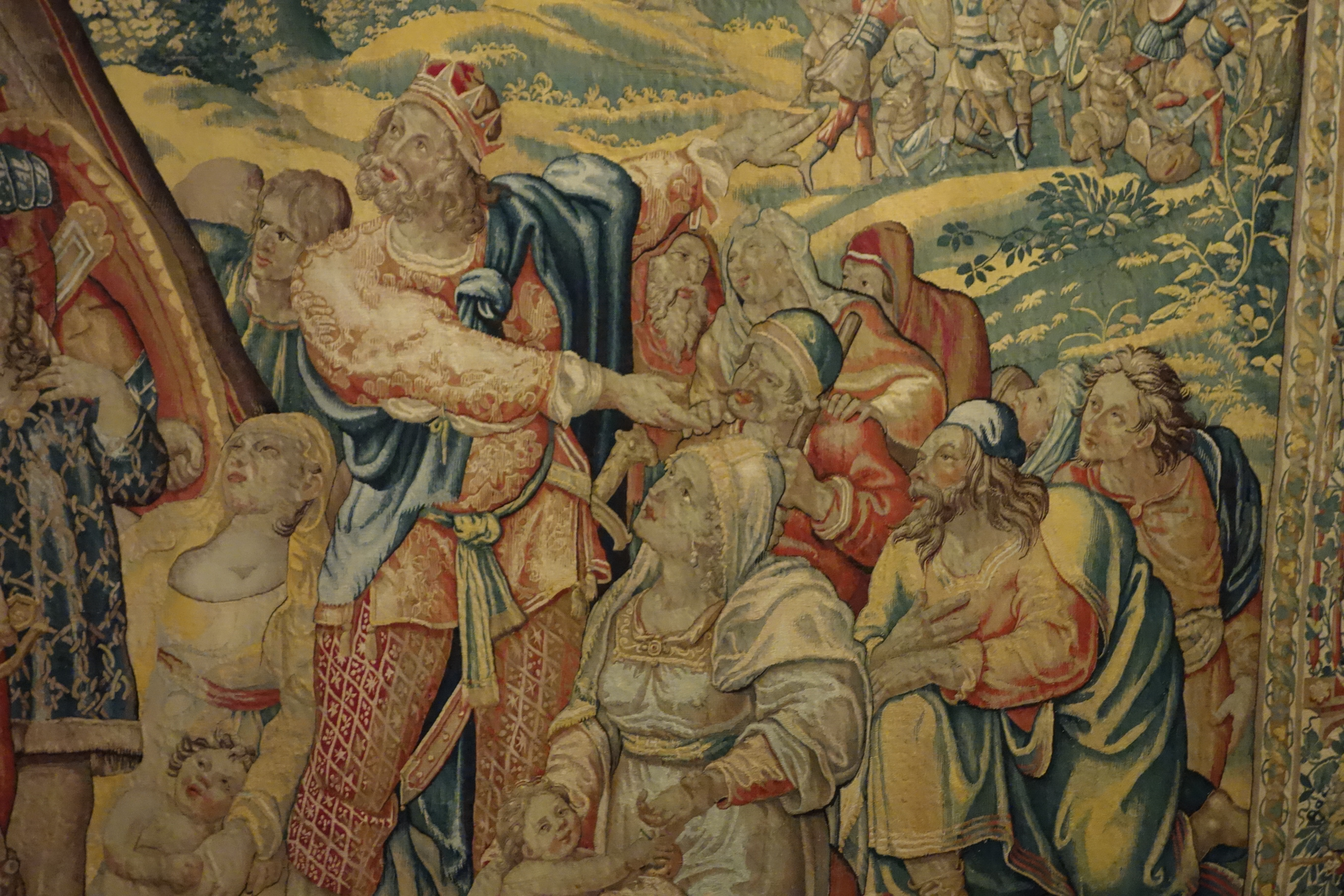
Detail uit Agrippa smeekt Vespasianus de stad niet te vernietigen (Reeks: De Judaïsche Oorlogen)

Op basis van stijlvergelijking zijn twee tapijtreeksen met zekerheid toegeschreven aan Peter de Kempeneer:
- Leven van de HH. Petrus en Paulus (atelier Frans Ghieteels, 1563-1567), waarvan vier tapijten in de Sint-Pietersabdij (Gent) te bezichtigen zijn.

1. Christus wandelt op het meer en roept Petrus tot zich
2. Pinksterwonder waardoor de apostelen verschillende talen begonnen te spreken
3. Dood van Ananias en zijn vrouw Safira
4. Visioen van Petrus van de onreine dieren
5. Kruisiging van Petrus
6. Bekering van Saulus
7. Bestraffing van Elymas door Paulus
8. Prediking van Paulus op de Areopaag te Athene
9. Schipbreuk van Paulus op Malta
10. Onthoofding van Paulus

- De Judaïsche Oorlogen (atelier Cornelis Tons), nu bewaard in het speciaal voor de reeks gecreëerde Museo degli Arrazi van Marsala. De reeks verhaalt episodes uit De Joodse oorlog van Flavius Josephus.

1. Flavius Josephus, verdediger van Jotapata, komt uit de grot waar hij toevlucht had gezocht na de val van de stad in de handen van Vespasianus. De tribunen en Pauline Gallicano en Nicanor nemen hem gevangen. In de achtergrond wordt hij weggeleid naar het kamp van Vespasianus.
2. Agrippa, koning van Tiberias, smeekt Vespasianus de stad niet te vernietigen (in de achtergrond plunderen Romeinse soldaten de citadel)
3. De soldaten smeken Vespasianus na de dood van Nero om de keizerskroon te aanvaarden
4. De Syrische gouverneur en generaal Mucianus huldigt keizer Vespasianus. In de achtergrond zijn fort.
5. Vespasianus laat Josephus bevrijden van de kettingen (nadat hij zijn keizerschap had voorspeld)
6. De Jood Jonathan, die de Romeinse soldaat Pudens had gedood, wordt omgebracht door de Romein Priscus. In de achtergrond strijders en een zeeslag.
7. De priester Jesus ben Thebuthi en tempelbewaarder Pinhas bieden Titus, zoon van Vespasianus, twee kandelaars en de bijbel aan voor de hervatting van de eredienst in de tempel van Jeruzalem
8. Titus offert aan de God van de Joden als dank voor de overwinning